# 新米羅尼夫卡
49°38′4″N 31°7′47″E / 49.63444°N 31.12972°E
新米羅尼夫卡（烏克蘭語：Нова Миронівка）是位於烏克蘭北部的村莊，由基辅州奧布希夫區的米羅尼夫卡市鎮負責管轄。該村始建於1931年，面積4.19平方公里，海拔高度153米，2001年人口318，人口密度每平方公里70.2人。